# Choc des Olympiques

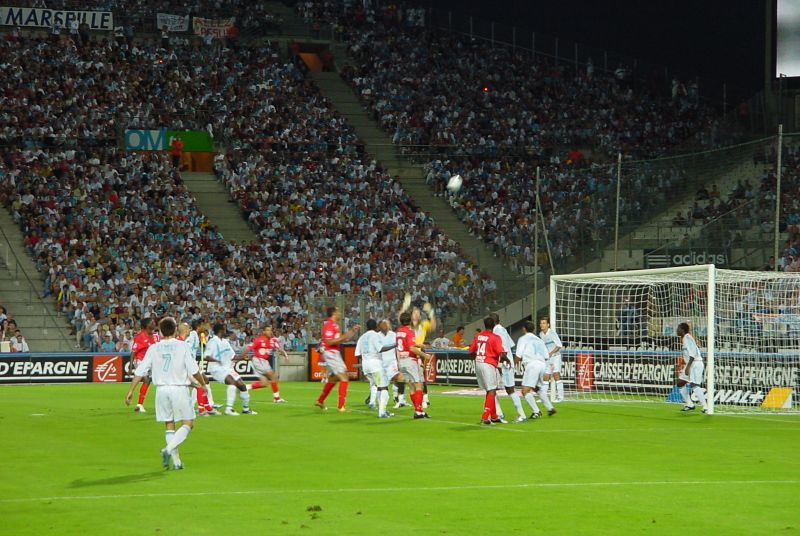
Utkání Choc des Olympiques ze dne 14. 8. 2005.

Choc des Olympiques (či Derby des Olympiques) je název pro utkání francouzských fotbalových klubů Olympique Lyon a Olympique Marseille. Oba dva týmy se mezi sebou utkávají ve francouzské lize, francouzském poháru a francouzském ligovém poháru.

## Historie
První vzájemné utkání se hrálo 23. září 1945 a skončilo remízou 1:1.
Na rozdíl od Le Classique se toto derby nevyznačuje velkou porcí násilí a nenávisti mezi oběma kluby i jejich fanoušky. Rivalita mezi kluby pramení z úspěšnosti obou týmů. Lyon dokázal vyhrát nejvyšší fotbalovou soutěž sedmkrát v řadě (od sezóny 2001/02 do sezóny 2007/08) a Marseille čtyřikrát za sebou (od sezóny 1988/89 do sezóny 1991/92), přičemž jim byl titul ze sezóny 1992/93 odebrán, kvůli úplatkům a ovlivňování výsledků. Tým tak byl nucen v následující sezóně sestoupit do 2. nejvyšší francouzské ligy. 
Do nejvyšší ligy se Marseille vrátila v sezóně 1996/97, ale v utkání s Lyonem ze dne 24. května 1997 utrpěla porážku 0:8, což je nejvyšší výsledek v tomto derby. Naopak nejvyšší výhra Marseille proti Lyonu je v utkání ze dne 13. ledna 1991, ve kterém Marseille vyhrála 7:0.

## Statistiky utkání
Ke dni 23. dubna 2023
| Soutěž              | Odehráno zápasů | Výhry Lyonu | Remízy | Výhry Marseille | Branky Lyonu | Branky Marseille |
| ------------------- | --------------- | ----------- | ------ | --------------- | ------------ | ---------------- |
| Ligue 1             | 106             | 36          | 40     | 30              | 168          | 164              |
| Ligue 2             | 2               | 0           | 0      | 2               | 0            | 2                |
| Coupe de France     | 11              | 4           | 2      | 5               | 12           | 13               |
| Coupe de la Ligue   | 2               | 1           | 0      | 1               | 2            | 2                |
| Coupe Charles Drago | 1               | 1           | 0      | 0               | 1            | 0                |
| Celkem              | 122             | 42          | 42     | 38              | 183          | 181              |